# Meja

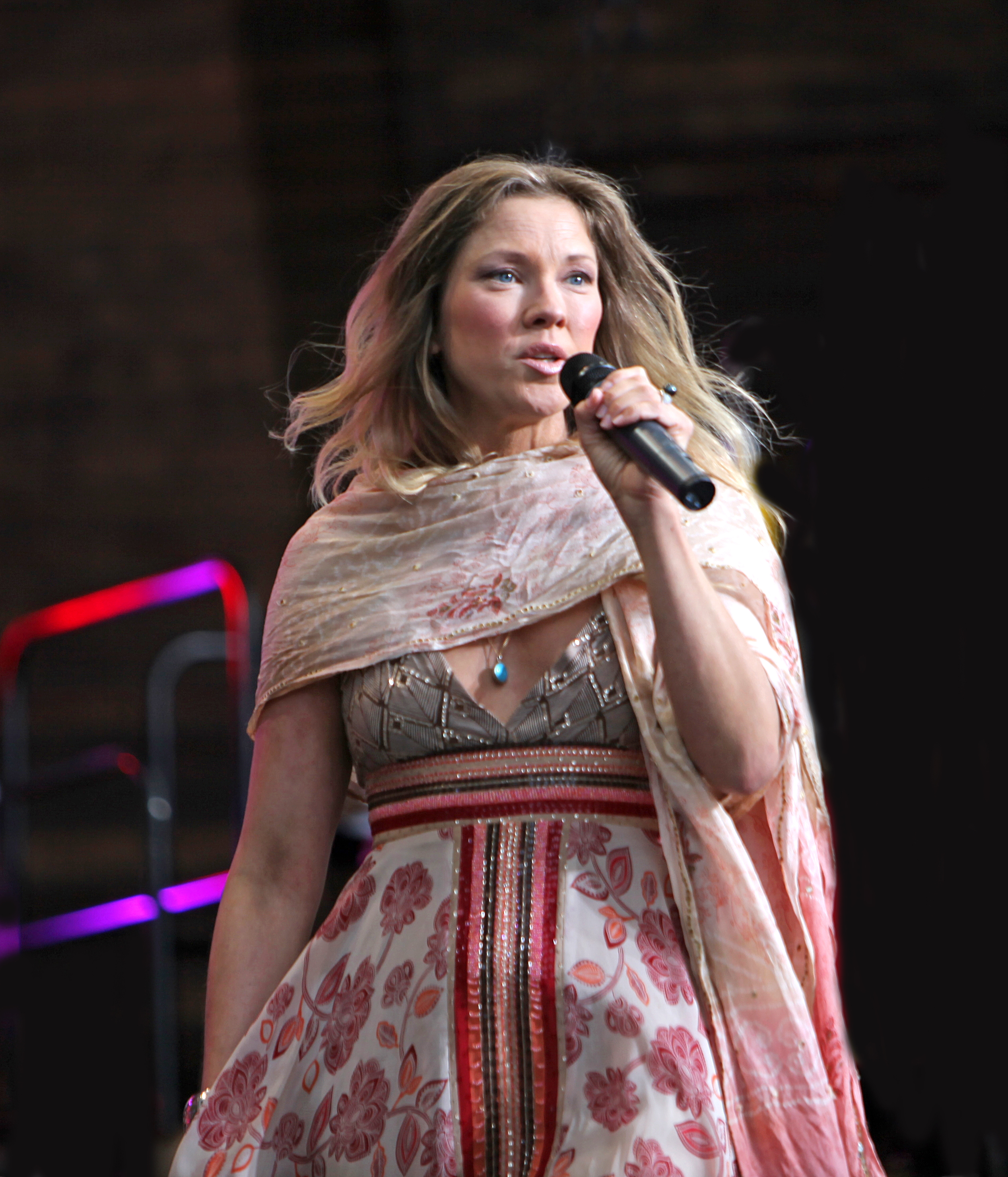
Meja Beckman (2009)

Meja Anna Pernilla Beckman (* 12. Februar 1969 in Nynäshamn) ist eine schwedische Singer-Songwriterin.

## Karriere
Mejas bekannteste Hits sind All 'bout the Money und Private Emotion (Duett mit Ricky Martin). Meja singt mit einem amerikanischen Akzent. Sie erlangte einen größeren Bekanntheitsgrad, nachdem ihre Single How Crazy Are You? als Titelmusik des Xbox-Spiels Dead or Alive Xtreme Beach Volleyball Verwendung fand.
Vor dem Start ihrer Solokarriere 1994 sang Meja bei dem schwedischen Dance-Projekt Legacy of Sound, mit dem sie 1993 den Hit Happy hatte.

## Diskografie

### Alben
| Jahr | Titel         | Höchstplatzierung, Gesamtwochen, AuszeichnungChartsChartplatzierungen (Jahr, Titel, Platzierungen, Wochen, Auszeichnungen, Anmerkungen) | Anmerkungen                                         |
| Jahr | Titel         | SE | Anmerkungen                                         |
| ---- | ------------- | --- | --------------------------------------------------- |
| 1993 | Holy Groove   | SE47 (1 Wo.)SE | Erstveröffentlichung: März 1993 mit Legacy of Sound |
| 1996 | Meja          | SE29 Gold · (2 Wo.)SE | Erstveröffentlichung: April 1996                    |
| 1998 | Seven Sisters | SE8 Gold · (28 Wo.)SE | Erstveröffentlichung: Juni 1998                     |
| 2001 | Realitales    | SE37 (3 Wo.)SE | Erstveröffentlichung: März 2001                     |
| 2009 | Urban Gypsy   | SE60 (1 Wo.)SE | Erstveröffentlichung: Oktober 2009                  |

Weitere Alben
- 1997: Live in Japan
- 2002: My Best
- 2004: Mellow
- 2005: The Nu Essential
- 2010: Animeja - Ghibli Songs
- 2015: Stroboscope Sky

### Singles
| Jahr | Titel Album                       | Höchstplatzierung, Gesamtwochen, AuszeichnungChartplatzierungen (Jahr, Titel, Album, Platzierungen, Wochen, Auszeichnungen, Anmerkungen) | Höchstplatzierung, Gesamtwochen, AuszeichnungChartplatzierungen (Jahr, Titel, Album, Platzierungen, Wochen, Auszeichnungen, Anmerkungen) | Höchstplatzierung, Gesamtwochen, AuszeichnungChartplatzierungen (Jahr, Titel, Album, Platzierungen, Wochen, Auszeichnungen, Anmerkungen) | Höchstplatzierung, Gesamtwochen, AuszeichnungChartplatzierungen (Jahr, Titel, Album, Platzierungen, Wochen, Auszeichnungen, Anmerkungen) | Höchstplatzierung, Gesamtwochen, AuszeichnungChartplatzierungen (Jahr, Titel, Album, Platzierungen, Wochen, Auszeichnungen, Anmerkungen) | Höchstplatzierung, Gesamtwochen, AuszeichnungChartplatzierungen (Jahr, Titel, Album, Platzierungen, Wochen, Auszeichnungen, Anmerkungen) | Anmerkungen                                                  |
| Jahr | Titel Album                       | DE | AT | CH | UK | US | SE | Anmerkungen                                                  |
| ---- | --------------------------------- | --- | --- | --- | --- | --- | --- | ------------------------------------------------------------ |
| 1993 | Happy Holy Groove                 | — | — | — | — | — | SE18 (5 Wo.)SE | Erstveröffentlichung: Januar 1993 mit Legacy of Sound        |
| 1998 | All ’Bout the Money Seven Sisters | DE96 (4 Wo.)DE | AT21 (10 Wo.)AT | — | UK12 (5 Wo.)UK | — | SE4 Platin · (24 Wo.)SE | Erstveröffentlichung: April 1998                             |
| 2000 | Private Emotion Ricky Martin      | DE21 (15 Wo.)DE | AT19 (10 Wo.)AT | CH9 (28 Wo.)CH | UK9 (11 Wo.)UK | US67 (5 Wo.)US | SE8 Gold · (14 Wo.)SE | Erstveröffentlichung: 17. April 2000 Ricky Martin feat. Meja |
| 2000 | Spirits Realitales                | — | — | — | — | — | SE24 (7 Wo.)SE | Erstveröffentlichung: November 2000                          |

Weitere Singles
- Welcome to the Fanclub of Love
- 1997: How Crazy Are You?
- Rainbow
- I Wanna Make Love
- Pop & Television
- Lay Me Down
- Beautiful Girl
- Intimacy
- Hippies in the 60’s
- Life Is a River
- Wake Up Call

## Auszeichnungen für Musikverkäufe
| Goldene Schallplatte - Norwegen - 1998: für das Album Seven Sisters - 1998: für die Single All ’Bout the Money |

Anmerkung: Auszeichnungen in Ländern aus den Charttabellen bzw. Chartboxen sind in ebendiesen zu finden.
| Land/RegionAuszeichnungen für Musikverkäufe (Land/Region, Auszeichnungen, Verkäufe, Quellen) | Gold     | Platin  | Verkäufe | Quellen              |
| -------------------------------------------------------------------------------------------- | -------- | ------- | -------- | -------------------- |
| Norwegen (IFPI)                                                                              | 2× Gold2 | —       | 35.000   | ifpi.no              |
| Schweden (IFPI)                                                                              | 3× Gold3 | Platin1 | 135.000  | sverigetopplistan.se |
| Insgesamt                                                                                    | 5× Gold5 | Platin1 |          |                      |